# Bluffy
 Bluffy  es una población y comuna francesa, en la región de Auvernia-Ródano-Alpes, departamento de Alta Saboya, en el distrito de Annecy y cantón de Annecy-le-Vieux.

## Demografía
| 76 | 102 | 132 | 174 | 203 | 248 |
| Para los censos de 1962 a 1999 la población legal corresponde a la población sin duplicidades (Fuente: INSEE [Consultar]) |     |     |     |     |     |